# Argentinische Fußballnationalmannschaft/Olympische Spiele
Die argentinische Fußballnationalmannschaft nahm erstmals 1928 an den Olympischen Spielen in Amsterdam teil und belegte dort den zweiten Platz. Danach nahm die A-Nationalmannschaft nicht mehr teil und als ab 1952 bis in die 1980er Jahre Amateurmannschaften teilnahmen, konnte sich Argentinien nur dreimal qualifizieren, aber nie die Vorrunde überstehen. Nachdem die Amateurregel durch eine Einsatzregel und dann Altersbegrenzung ersetzt wurde, konnte sich Argentinien fünfmal qualifizieren, zuletzt für die 2016 stattfindenden Spiele in Rio de Janeiro. Mit je zwei Gold- (2004 und 2008) und Silbermedaillen (1928 und 1996) ist Argentinien nach Ungarn und Brasilien die dritterfolgreichste Mannschaft bei Olympischen Spielen.

## Ergebnisse bei Olympischen Spielen

### 1908 bis 1924
- - Nicht teilgenommen

### 1928 (Silbermedaille)
- Olympische Spiele in Amsterdam:

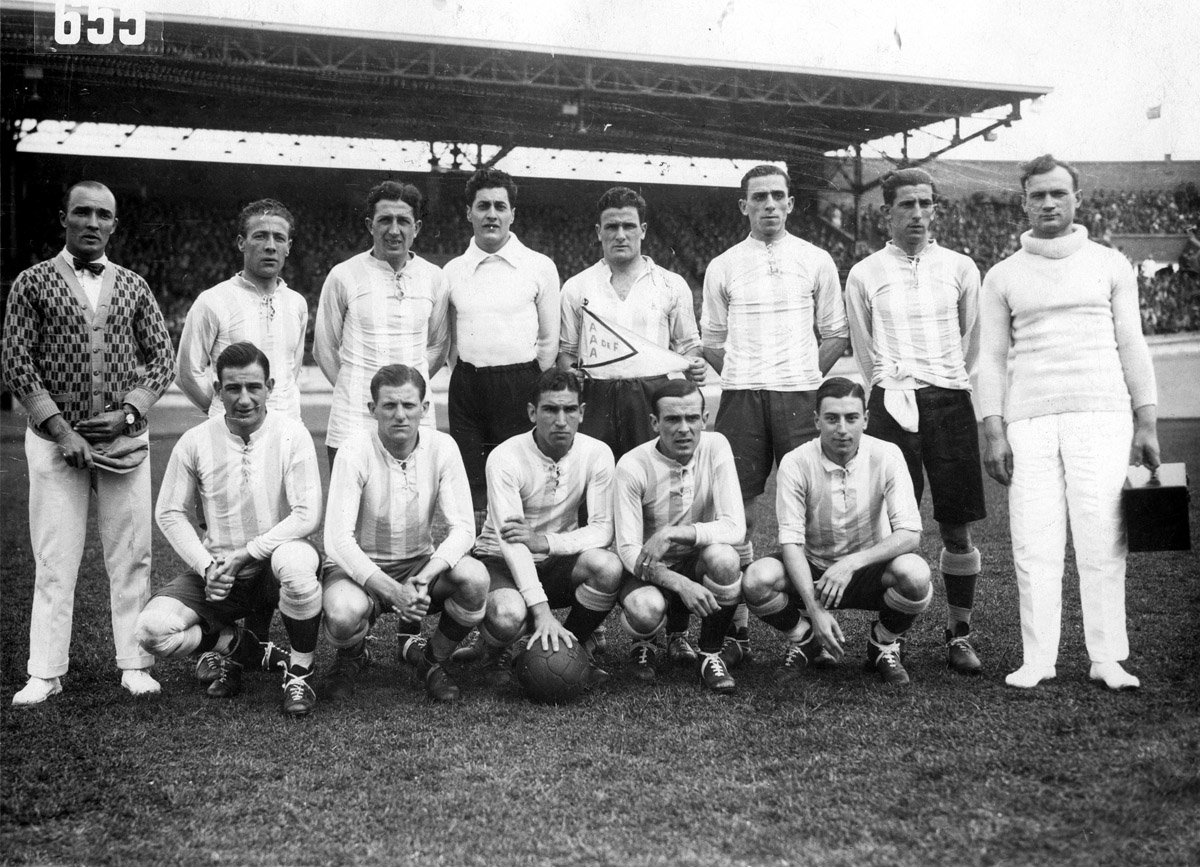
Die argentinischen Silbermedaillengewinner von Amsterdam

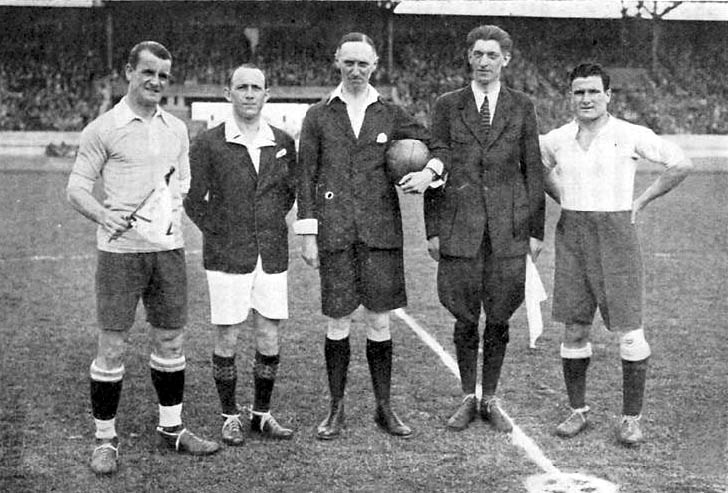
Die Spielführer und Schiedsrichter vor dem 1. Finalspiel

  - 29. Mai 1928 Achtelfinale: Argentinien – USA 11:2
  - 2. Juni 1928 Viertelfinale: Argentinien – Belgien 6:3
  - 6. Juni 1928 Halbfinale: Argentinien – Ägypten 6:0
  - 10. Juni 1928 Finale: Argentinien – Uruguay 1:1 n. V.
  - 13. Juni 1928 Final-Wiederholungsspiel: Argentinien – Uruguay 1:2

Zwei Jahre später standen sich beide Mannschaften im Finale der ersten Weltmeisterschaft erneut gegenüber und wieder gewann Uruguay. Neun Spieler des argentinischen Olympiakaders standen auch im WM-Kader.

### 1936 bis 1956
- Nicht teilgenommen

### 1960
- Olympiaqualifikation:
  - 1. Runde:
    - 16. Dezember 1959 Chile – Argentinien 1:5 (in Santiago de Chile)
    - 22. Dezember 1959 Argentinien – Chile 6:0 (in Buenos Aires)

  - 2. Runde in Lima:
    - 16. April 1960 Argentinien – Suriname 6:2
    - 21. April 1960 Argentinien – Brasilien 3:1
    - 24. April 1960 Peru – Argentinien 1:2
    - 27. April 1960 Mexiko – Argentinien 1:3 – Argentinien qualifiziert sich als Gruppensieger für die Olympischen Spiele.
- Olympische Spiele in Rom:
  - Vorrunde:
    - 26. August 1960 Dänemark – Argentinien 3:2
    - 29. August 1960 Tunesien – Argentinien 1:2 (in Pescara)
    - 1. September 1960 Argentinien – Polen 2:1 (in Neapel) – Argentinien als Gruppenzweiter ausgeschieden, da nur die Gruppensieger das Halbfinale erreichten.

### 1964
- Olympiaqualifikation in Lima:
  - 8. Mai 1964 Argentinien – Kolumbien 2:0
  - 11. Mai 1964 Argentinien – Ecuador 1:0
  - 16. Mai 1964 Argentinien – Chile 4:0
  - 20. Mai 1964 Argentinien – Uruguay 2:1
  - 24. Mai 1964 Peru – Argentinien 0:1 (in der 85. Minute abgebrochen, nachdem zwei Personen den Schiedsrichter attackierten, der ein Tor für Peru nicht anerkannte. In der anschließenden Massenpanik starben 328 Menschen.)
  - 28. Mai 1964 Argentinien – Brasilien – ebenso wie die anderen Spiele nicht mehr ausgetragen, Argentinien war bereits für die Olympischen Spiele qualifiziert.
- Olympische Spiele in Tokio:
  - Vorrunde:
    - 12. Oktober 1964 Argentinien – Ghana 1:1 (in Yokohama)
    - 14. Oktober 1964 Argentinien – Japan 2:3
    - Da Italien wegen des Einsatzes von Profispielern disqualifiziert worden war und Polen nicht als Ersatz antreten wollte, gab es nur 2 Spiele. Argentinien schied als Gruppendritter aus.

### 1968
- Nicht teilgenommen

### 1972
- Olympiaqualifikation in Kolumbien:
  - 1. Runde:
    - Brasilien – Argentinien 0:0
    - Argentinien – Chile 2:0
    - Argentinien – Bolivien 1:1
    - Argentinien – Ecuador 2:2 – Argentinien als Gruppenzweiter für die 2. Runde qualifiziert.

  - 2. Runde:
    - Brasilien – Argentinien 1:0
    - Kolumbien – Argentinien 1:1
    - Argentinien – Peru 1:1

Argentinien als Gruppendritter ausgeschieden.

### 1976
- Olympiaqualifikation in Recife:
  - Argentinien (repräsentiert durch die Newell’s Old Boys) – Chile 2:1
  - Argentinien – Peru 3:1
  - Argentinien – Kolumbien 2:2
  - Uruguay – Argentinien 2:0
  - Brasilien – Argentinien 2:0

Argentinien als Gruppendritter ausgeschieden. Nachdem die zweitplatzierten Uruguayer zurückzogen, wurde der Platz Argentinien angeboten, das aber verzichtete.

### 1980
- Olympiaqualifikation in Kolumbien:
  - 27. Januar 1980 Argentinien – Chile 1:0 (in Bogotá)
  - 31. Januar 1980 Argentinien – Venezuela 1:0 (in Barranquilla)
  - 3. Februar 1980 Argentinien – Peru 3:1 (in Cali)
  - 7. Februar 1980 Brasilien – Argentinien 1:3 (in Bogotá)
  - 10. Februar 1980 Argentinien – Bolivien 4:0 (in Bogotá)
  - 15. Februar 1980 Argentinien – Kolumbien 0:0 (in Bogotá)

Argentinien war als Gruppensieger für die Olympischen Spiele in Moskau qualifiziert, aufgrund der Sowjetischen Intervention in Afghanistan schloss sich Argentinien aber dem Boykott der westlichen Staaten an. Stattdessen nahm Venezuela teil.

### 1984
- Olympiaqualifikation:

Argentinien sollte bei einem Turnier in Guayaquil/Ecuador gegen Paraguay, Chile und Venezuela antreten, verzichtete aber auf die Teilnahme.

### 1988
- Qualifikation in Bolivien:
  - 1. Runde in Cochabamba:
    - 19. April 1987 Argentinien – Chile 1:1
    - 21. April 1987 Argentinien – Ecuador 0:0
    - 23. April 1987 Argentinien – Venezuela 2:0
    - 27. April 1987 Argentinien – Bolivien 3:0 – Argentinien als Gruppensieger für die 2. Runde qualifiziert.

  - 2. Runde in La Paz:
    - 29. April 1987 Brasilien – Argentinien 0:2
    - 1. Mai 1987 Argentinien – Bolivien 0:0
    - 3. Mai 1987 Argentinien – Kolumbien 0:1

Argentinien als Gruppenzweiter für die Olympischen Spiele qualifiziert.
- Olympische Spiele in Seoul:
  - Vorrunde:
    - 18. September 1988 Argentinien – USA 1:1 (in Daegu)
    - 20. September 1988 UdSSR – Argentinien 2:1 (in Daegu)
    - 22. September 1988 Argentinien – Südkorea 2:1 (in Busan) – Argentinien als Gruppenzweiter für die K.-o.-Runde qualifiziert

  - Viertelfinale: 5. September 1988 Brasilien – Argentinien 1:0

### 1992
- Qualifikation:
  - 1. Runde:
    - 2. Februar 1992 Argentinien – Bolivien 1:0
    - 4. Februar 1992 Argentinien – Ecuador 1:0
    - 6. Februar 1992 Argentinien – Chile 1:1
    - 10. Februar 1992 Argentinien – Uruguay 1:2

Argentinien als Gruppendritter ausgeschieden

### 1996 (Silbermedaille)
- Qualifikation in Mar del Plata/Argentinien
  - 1. Runde:
    - 18. Februar 1996 Argentinien – Ecuador 6:0
    - 20. Februar 1996 Argentinien – Chile 2:1
    - 22. Februar 1996 Venezuela – Argentinien 0:3
    - 26. Februar 1996 Kolumbien – Argentinien 0:4 – Argentinien als Gruppensieger für die zweite Runde qualifiziert.

  - 2. Runde:
    - 1. März 1996 Argentinien – Uruguay 2:0
    - 3. März 1996 Argentinien – Venezuela 2:0 4. Venezuela 3 0 0 3 1-10 0
    - 6. März 1996 Brasilien – Argentinien 2:2

Argentinien als Gruppenzweiter für die Olympischen Spiele qualifiziert.
- Olympische Spiele in Atlanta:
  - Vorrunde:
    - 20. Juli 1996 USA – Argentinien 1:3 (in Birmingham)
    - 22. Juli 1996 Argentinien – Portugal 1:1 (in Washington, D.C.)
    - 24. Juli 1996 Argentinien – Tunesien 1:1 (in Birmingham) – Argentinien als Gruppensieger für die K.-o.-Runde qualifiziert.

  - K.-o.-Runde:
    - Viertelfinale 27. Juli 1996: Argentinien – Spanien 4:0 (in Birmingham)
    - Halbfinale 30. Juli 1996: Argentinien – Portugal 2:0 (in Athens)
    - Finale 3. August 1996: Nigeria – Argentinien 3:2 (in Athens)

### 2000
- Qualifikation in Brasilien:
  - 1. Runde in Cascavel
    - 18. Januar 2000 Argentinien – Paraguay 3:1
    - 20. Januar 2000 Argentinien – Peru 1:1
    - 25. Januar 2000 Argentinien – Bolivien 2:0
    - 29. Januar 2000 Argentinien – Uruguay 0:2 – Argentinien als Gruppenzweiter für die zweite Runde qualifiziert.

  - 2. Runde in Curitiba
    - 2. Februar 2000 Brasilien – Argentinien 4:2
    - 4. Februar 2000 Uruguay – Argentinien 0:3
    - 6. Februar 2000 Argentinien – Chile 0:1

Argentinien als Gruppendritter ausgeschieden.

### 2004 (Goldmedaille)
- Qualifikation in Chile:
  - 1. Runde:
    - 8. Januar 2004 Argentinien – Peru 0:0 (in Coquimbo)
    - 10. Januar 2004 Argentinien – Bolivien 2:1 (in Coquimbo)
    - 14. Januar 2004 Argentinien – Ecuador 5:2 (in La Serena)
    - 16. Januar 2004 Argentinien – Kolumbien 4:2 (in La Serena) – Argentinien als Gruppenzweiter für die zweite Runde qualifiziert.

  - 2. Runde in Valparaíso:
    - 21. Januar 2004 Argentinien – Brasilien 1:0
    - 21. Januar 2004 Argentinien – Paraguay 2:1
    - 25. Januar 2004 Chile – Argentinien 2:2

Argentinien als Gruppensieger für die Olympischen Spiele qualifiziert.
- Olympische Spiele in Athen:
  - Vorrunde:
    - 11. August 2004 Argentinien – Serbien und Montenegro 6:0 (in Patras)
    - 14. August 2004 Argentinien – Tunesien 2:0 (in Patras)
    - 17. August 2004 Argentinien – Australien 1:0 (in Piräus) – Argentinien als Gruppensieger für die K.-o.-Runde qualifiziert.

  - K.-o.-Runde:
    - Viertelfinale 21. August 2004: Argentinien – Costa Rica 4:0 in (in Patras)
    - Halbfinale 24. August 2004: Italien – Argentinien 0:3 (in Piräus)
    - Finale 28. August 2004 Argentinien – Paraguay 1:0

### 2008 (Goldmedaille)
- Die Qualifikation erfolgte über die U-20-Südamerikameisterschaft 2007 in Paraguay:
  - 1. Runde in Ciudad del Este:
    - 8. Januar 2007: Argentinien – Ecuador 1:1
    - 10. Januar 2007: Argentinien – Kolumbien 1:2
    - 14. Januar 2007: Argentinien – Venezuela 6:0
    - 16. Januar 2007: Argentinien – Uruguay 3:3

  - 2. Runde:
    - 19. Januar 2007: Brasilien – Argentinien 2:2 (in Asunción)
    - 21. Januar 2007: Paraguay – Argentinien 0:1 (in Luque)
    - 23. Januar 2007: Chile – Argentinien 0:0 (in Asunción)
    - 25. Januar 2007: Kolumbien – Argentinien 0:0 (in Asunción)
    - 27. Januar 2007: Uruguay – Argentinien 0:1 (in Asunción)

Argentinien als Gruppenzweiter für die Olympischen Spiele qualifiziert.
- Olympische Spiele in Peking:
  - Vorrunde:
    - 7. August 2008: Elfenbeinküste – Argentinien 1:2 (in Shanghai)
    - 10. August 2008: Argentinien – Australien 1:0 (in Shanghai)
    - 13. August 2008: Argentinien – Serbien 2:0 – Argentinien als Gruppensieger für die K.-o.-Runde qualifiziert.

  - K.-o.-Runde:
    - Viertelfinale 16. August 2008: Argentinien – Niederlande 2:1 n. V. (in Shanghai)
    - Halbfinale 19. August 2008: Argentinien – Brasilien 3:0
    - Finale 23. August 2008: Nigeria – Argentinien 0:1

### 2012
- Die Qualifikation erfolgte über die U-20-Südamerikameisterschaft 2011 in Arequipa/Peru.
  - 1. Runde:
    - 16. Januar 2011: Argentinien – Uruguay 2:1
    - 19. Januar 2011: Peru – Argentinien 1:2
    - 22. Januar 2011: Argentinien – Venezuela 1:1
    - 24. Januar 2011: Chile – Argentinien 1:3

  - 2. Runde:
    - 31. Januar 2011: Argentinien – Ecuador 0:1
    - 3. Februar 2011: Chile – Argentinien 2:3
    - 6. Februar 2011: Brasilien – Argentinien 1:2
    - 9. Februar 2011: Uruguay – Argentinien 1:0
    - 12. Februar 2011: Kolumbien – Argentinien 0:2

Als Gruppendritter war Argentinien nicht für die Olympischen Spiele in London qualifiziert.

### 2016
- Die Qualifikation erfolgte über die U-20-Südamerikameisterschaft 2015:
  - 1. Runde in Colonia del Sacramento:
    - 14. Januar 2015: Argentinien – Ecuador 5:2
    - 16. Januar 2015: Argentinien – Paraguay 0:1
    - 18. Januar 2015: Argentinien – Peru 6:2
    - 22. Januar 2015: Argentinien – Bolivien 3:0

  - 2. Runde in Montevideo:
    - 26. Januar 2015: Argentinien – Peru 2:0
    - 29. Januar 2015: Argentinien – Kolumbien 1:1
    - 1. Februar 2015: Argentinien – Brasilien 2:0
    - 4. Februar 2015: Argentinien – Paraguay 3:0
    - 7. Februar 2015: Argentinien – Uruguay 2:1

Argentinien als Gruppensieger für die Olympischen Spiele qualifiziert.

#### Kader für 2016
Spielberechtigt sind Spieler, die nach dem 1. Januar 1993 geboren wurden sowie drei ältere Spieler. Lediglich Torhüter Gerónimo Rulli wurde als älterer Spieler nominiert, war zu diesem Zeitpunkt aber auch erst 24 Jahre alt.
| Nr.        | Spieler            | Geburtsdatum | Verein                  | A-Länder- spiele | A-Länder- spieltore | OS-Spiele |
| Tor        | Tor                | Tor          | Tor                     | Tor              | Tor                 | Tor       |
| ---------- | ------------------ | ------------ | ----------------------- | ---------------- | ------------------- | --------- |
| 1          | Gerónimo Rulli     | 20.05.1992   | Real Sociedad           | 0                | 0                   |           |
| 12         | Áxel Werner        | 28.02.1996   | Atlético de Rafaela     | 0                | 0                   |           |
| Abwehr     |                    |              |                         |                  |                     |           |
| 2          | Lautaro Giannetti  | 13.11.1993   | CA Vélez Sarsfield      | 0                | 0                   |           |
| 3          | Alexis Soto        | 20.10.1993   | CA Banfield             | 0                | 0                   |           |
| 4          | José Luis Gómez    | 13.09.1993   | CA Lanús                | 0                | 0                   |           |
| 6          | Víctor Cuesta      | 19.11.1988   | CA Independiente        | 03               | 1                   |           |
| 15         | Lisandro Magallán  | 27.09.1993   | Boca Juniors            | 0                | 0                   |           |
| 16         | Leandro Vega       | 27.05.1996   | River Plate             | 0                | 0                   |           |
| Mittelfeld |                    |              |                         |                  |                     |           |
| 5          | Lucas Romero       | 18.04.1994   | Cruzeiro Belo Horizonte | 0                | 0                   |           |
| 7          | Manuel Lanzini     | 15.02.1993   | West Ham United         | 0                | 0                   |           |
| 8          | Santiago Ascacíbar | 25.02.1997   | Estudiantes de La Plata | 0                | 0                   |           |
| 13         | Joaquín Arzura     | 18.05.1993   | River Plate             | 0                | 0                   |           |
| 14         | Giovani Lo Celso   | 09.04.1996   | CA Rosario Central      | 0                | 0                   |           |
| 17         | Mauricio Martínez  | 20.02.1993   | CA Rosario Central      | 0                | 0                   |           |
| Angriff    |                    |              |                         |                  |                     |           |
| 9          | Jonathan Calleri   | 23.09.1993   | FC São Paulo            | 0                | 0                   |           |
| 10         | Ángel Correa       | 09.03.1995   | Atlético Madrid         | 04               | 1                   |           |
| 11         | Giovanni Simeone   | 05.07.1995   | CA Banfield             | 0                | 0                   |           |
| 18         | Cristian Espinoza  | 03.04.1995   | Club Atlético Huracán   | 0                | 0                   |           |

#### Spiele
- Portugal – Argentinien 2:0 (0:0) am 4. August 2016 in Rio de Janeiro (Olympiastadion)
- Argentinien – Algerien 2:1 (0:0) am 7. August 2016 in Rio de Janeiro (Olympiastadion)
- Argentinien – Honduras 1:1 (0:0) am 10. August 2016 in Brasília – Argentinien als Gruppendritter ausgeschieden

### 2021
Für das wegen der COVID-19-Pandemie um ein Jahr verschobene Turnier konnte sich Argentinien als Sieger des vom 18. Januar bis 9. Februar 2020 in Kolumbien ausgetragenen südamerikanischen Qualifikationsturniers qualifizieren. Dabei wurden in der ersten Runde Chile, Ecuador, Kolumbien und Venezuela besiegt. In der Finalrunde gab es Siege gegen Kolumbien und Uruguay, womit Argentinien schon vor dem letzten Spiel gegen Brasilien, gegen das verloren wurde, für die Spiele in Japan qualifiziert war. Da Brasilien gegen Kolumbien und Uruguay nur remis gespielt hatte, reichte es für Argentinien zum ersten Platz vor Brasilien.

#### Spiele
- Gruppenspiele:
  - Argentinien – Australien am 22. Juli 2021, 12:30 Uhr MESZ in Sapporo
  - Argentinien – Ägypten am 25. Juli 2021, 9:30 Uhr MESZ in Sapporo
  - Argentinien – Spanien am 28. Juli 2021, 13:00 Uhr MESZ in Saitama

### 2024
Für die Spiele in Paris konnte sich Argentinien als Zweiter des vom 20. Januar bis 11. Februar 2024 in Venezuela ausgetragenen südamerikanischen Qualifikationsturniers qualifizieren. Dabei war ein 1:0-Sieg gegen Titelverteidiger Brasilien im letzten Spiel entscheidend, da bei einem Remis oder einer Niederlage Brasilien den zweiten Platz belegt hätte.
- Vorrunde in Valencia
  - 21. Januar 2024: Argentinien – Paraguay	1:1
  - 24. Januar 2024: Peru – Argentinien 0:2
  - 30. Januar 2024: Chile – Argentinien 0:5
  - 02. Februar 2024: Argentinien – Uruguay 3:3
- Finalrunde in Caracas
  - 05. Februar 2024: Argentinien – Venezuela 2:2
  - 08. February 2024: Argentinien – Paraguay 3:3
  - 11. Februar 2024: Brasilien – Argentinien 0:1

Bei der Auslosung am 20. März 2024 war Argentinien zusammen mit Frankreich und zwei Platzhaltern für asiatische Mannschaften, die sich noch qualifizieren müssen Topf 1 zugeordnet und wurde als Gruppenkopf der Gruppe B gelost. Gegner sind Marokko, die Ukraine und der Irak die dritte asiatische Mannschaft, die sich noch qualifizieren musste. Spielberechtigt sind Spieler, die nach dem 31. Dezember 2000 geboren sind plus drei ältere Spieler.

#### Kader für 2024
Spielberechtigt waren Spieler, die nach dem 1. Januar 2001 geboren wurden sowie drei ältere Spieler. Torhüter Gerónimo Rulli, der bereits 2016 in drei Spielen im Tor stand, Julián Álvarez und Nicolás Otamendi wurden als ältere Spieler nominiert, wobei Otamendi mit 117 A-Länderspielen der erfahrenste Spieler war.
| Nr.        | Spieler            | Geburtsdatum | Verein                               | A-Länder- spiele | A-Länder- spieltore | OS-Spiele (-Tore) |
| Tor        | Tor                | Tor          | Tor                                  | Tor              | Tor                 | Tor               |
| ---------- | ------------------ | ------------ | ------------------------------------ | ---------------- | ------------------- | ----------------- |
| 1          | Gerónimo Rulli     | 20.05.1992   | FC Villarreal                        | 004              | 0                   | 4                 |
| 12         | Leandor Brey       | 21.09.2002   | Boca Juniors                         | 000              | 0                   |                   |
| Abwehr     |                    |              |                                      |                  |                     |                   |
| 2          | Marco Di Cesare    | 30.01.2002   | Racing Club de Avellaneda            | 000              | 0                   | 4                 |
| 3          | Julio Soler        | 16.02.2005   | CA Lanús                             | 000              | 0                   | 4                 |
| 4          | Joaquín García     | 20.08.2001   | CA Vélez Sarsfield                   | 000              | 0                   | 3                 |
| 6          | Bruno Amione       | 03.01.2002   | Santos Laguna                        | 000              | 0                   | 4                 |
| 13         | Gonzalo Luján      | 27.04.2001   | Club Atlético San Lorenzo de Almagro | 000              | 0                   | 3                 |
| 16         | Nicolás Otamendi   | 12.02.1988   | Benfica Lissabon                     | 117              | 6                   | 4                 |
| Mittelfeld |                    |              |                                      |                  |                     |                   |
| 5          | Ezequiel Fernández | 25.07.2002   | Boca Juniors                         | 000              | 0                   | 4 (1)             |
| 7          | Kevin Zenón        | 30.07.2001   | Boca Juniors                         | 000              | 0                   | 4                 |
| 8          | Cristian Medina    | 01.06.2002   | Boca Juniors                         | 000              | 0                   | 4                 |
| 10         | Thiago Almada      | 26.04.2001   | Atlanta United                       | 004              | 1                   | 4 (2)             |
| 11         | Claudio Echeverri  | 02.01.2006   | River Plate                          | 000              | 0                   | 3 (1)             |
| 14         | Santiago Hezze     | 22.10.2001   | Olympiakos Piräus                    | 000              | 0                   | 3                 |
| Angriff    |                    |              |                                      |                  |                     |                   |
| 9          | Julián Álvarez     | 31.01.2000   | Manchester City                      | 036              | 9                   | 4                 |
| 15         | Luciano Gondou     | 22.06.2001   | Argentinos Juniors                   | 000              | 0                   | 4 (1)             |
| 17         | Giuliano Simeone   | 18.12.2002   | Deportivo Alavés                     | 000              | 0                   | 4 (1)             |
| 18         | Lucas Beltrán      | 29.03.2001   | AC Florenz                           | 000              | 0                   | 4                 |

- Vorrunde:
  - 24. Juli 2024 um 15:00 Uhr MESZ in Saint-Étienne: Argentinien – Marokko 1:2 (0:1)
  - 27. Juli 2024 um 15:00 Uhr MESZ in Lyon: Argentinien – Irak 3:1 (1:1)
  - 30. Juli 2024 um 17:00 Uhr MESZ in Lyon: Ukraine – Argentinien 0:2 (0:0)
- K.-o.-Runde:
  - 2. August 2024 um 21:00 MESZ, Viertelfinale in Bordeaux: Frankreich – Argentinien 1:0 (1:0)

## Trainer
- José Lago Millán 1928
- Ernesto Duchini 1960 und 1964
- Carlos Pachamé 1988
- Daniel Passarella 1996 (Weltmeister 1978 als Spieler)
- Marcelo Bielsa 2004
- Sergio Batista 2008 (Weltmeister 1986 als Spieler)
- Julio Olarticoechea 2016
- Javier Mascherano 2024

## Beste Torschützen

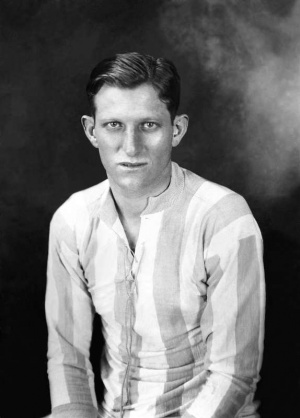
Domingo Tarasconi, bester argentinischer Torschütze bei den Olympischen Spielen und Torschützenkönig 1928 mit 11 Toren

- 1. Domingo Tarasconi 11 Tore (1928, Torschützenkönig)
- 2. Carlos Tévez 8 Tore (2004, Torschützenkönig)
- 3. Manuel Ferreira, Hernán Crespo je 6 Tore (1928 bzw. 1996, Torschützenkönig)
- 5. Roberto Cherro, Juan Carlos Oleniak je 4 Tore (1928 bzw. 1960)
- 7. Raimundo Orsi, Carlos Alfaro Moreno je 3 Tore (1928 bzw. 1988)

## Bekannte Spieler
Folgende später und/oder zuvor auch in der A-Nationalmannschaft tätige Spieler nahmen an den Olympischen Spielen und/oder den Qualifikationsspielen teil:
- Sergio Agüero 2008
- Roberto Ayala 1996, 2004
- Carlos Bilardo 1960 (1986 Weltmeister als argentinischer Nationaltrainer)
- Claudio Caniggia Qualifikation 1988 (WM-Teilnehmer 1990)
- Hernán Crespo 1996
- Ángel Di María 2008
- Kily González 2004
- Gabriel Heinze 2004
- Javier Mascherano 2004, 2008
- Lionel Messi 2008
- Ariel Ortega 1996
- Roberto Perfumo 1964 (einziger WM-Teilnehmer 1966 aus den 60er und 64er Olympiakadern)
- Juan Román Riquelme 2008
- Sergio Romero 2008
- Diego Simeone 1996
- Carlos Tévez 2004
- Pedro Troglio Qualifikation 1988 (WM-Finalist 1990)
- Javier Zanetti 1996 (Rekordnationalspieler)